# Aeroporto Internazionale di Norfolk
L'Aeroporto Internazionale di Norfolk è un aeroporto situato a 5 km a nord est dal centro di Norfolk in Virginia, negli Stati Uniti d'America.